# Teresa Shook
Teresa Shook (nacida en 1956) es una abogada y activista estadounidense, reconocida principalmente por ser la fundadora de la Marcha de las Mujeres.

## Carrera
La idea de la Marcha de las Mujeres surgió poco después de la elección de Donald Trump a la presidencia de Estados Unidos en 2016. Una amiga suya la había inscrito en Pantsuit Nation, una página de Facebook creada para reunir a los partidarios de Hillary Clinton, y Shook acudió allí para encontrar personas afines. Publicó en dicha página la frase: "Tenemos que marchar". Tras obtener respuesta, creó posteriormente un evento en Facebook para una realizar una marcha en Washington D. C. tras la toma de posesión de Trump.
Por su parte, Bob Bland, una ama de casa residente en Nueva York, también creó un evento similar. En un solo día, cientos de miles de personas asistieron a dicho evento a través de la plataforma de Facebook. Este inusitado interés ayudó a crear la organización que dio lugar a la Marcha de las Mujeres de 2017. "No tenía un plan ni una idea de lo que iba a pasar", manifestó Shook a Reuters. "Estaba tan conmocionada e incrédula de que este tipo de sentimiento pudiera ganar [...] Teníamos que hacer saber a la gente que eso no es lo que somos".
En noviembre de 2018, Shook criticó a la dirección de la organización nacional Women's March por ser "antisemita y contraria a los derechos LGTBIQIA". Mencionando específicamente a Linda Sarsour, Carmen Pérez, Tamika Mallory y Bland, pidió la dimisión de todas ellas.